# Light sport aircraft

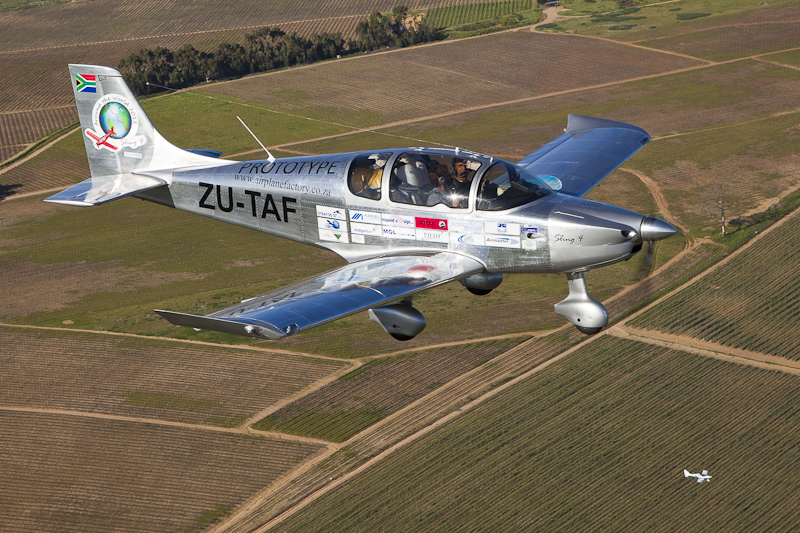
Sling 4, una típica aeronave Light Sport Aircraft de ala baja.

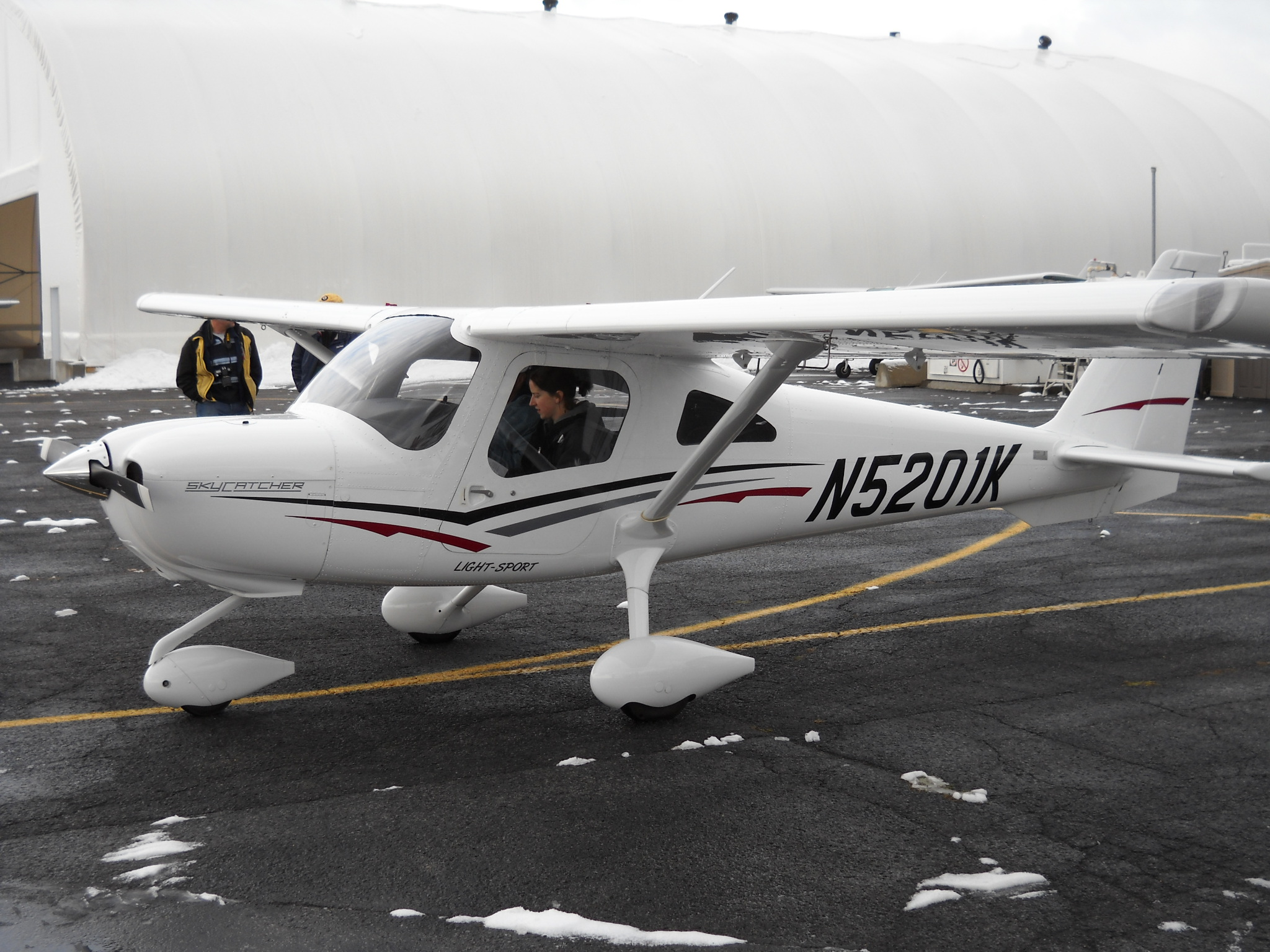
Cessna 162 (Skycatcher) - modelo biplaza de Cessna en categoría LSA.

Light sport aircraft (LSA, su designación internacional y de uso común), comúnmente traducido en aeronave deportiva ligera (España) o aeronave deportiva liviana (Hispanoamérica), es una categoría de aviación ultraligera usada principalmente en Estados Unidos (aunque otros países, como Australia y algunos Estados latinoamericanos han adoptado también esta clasificación). Una LSA puede adquirirse en modo operativo (montada en fábrica) o, en algunos modelos previamente autorizados, como kit para montaje casero.
A diferencia de la categoría de los vehículos ultraligeros motorizados, en Estados Unidos el pilotaje de una LSA sí requiere de una licencia de piloto, llamada en este caso licencia de piloto deportivo. En otros países, la aviación ultraligera en general requiere de una licencia específica.

## Características

### Estados Unidos (FAA)
Siendo una LSA un vehículo ultraligero, no cae bajo la definición de aviación general como las avionetas ligeras, pero sí que supera a los demás vehículos ultraligeros (siendo por tanto clasificada como aeronave a diferencia de estos) en las siguientes prestaciones:
- Cuenta con hasta dos plazas (un ultraligero en cambio sólo puede ser monoplaza)
- En caso de que no sea motorizada, pesando más de 155 libras (unos 70,3 kg)
- En caso de que sea motorizada es suficiente uno de los siguientes para que sea considerada LSA y no ultraligero:
  - Peso vacío operativo superando las 254 libras (115 kg), excluyendo flotadores en caso de que existan (pero no ruedas y tren de aterrizaje) y dispositivos de seguridad;
  - Capacidad de combustible máxima superior a 5 galones (19 litros);
  - Velocidad máxima operativa (VMo) superior a 55 nudos (102 km/h);
  - Velocidad de pérdida con los motores apagados superior a 24 nudos (45 km/h);

Características que separan la LSA de la aviación general:
- Peso máximo al despegue de 1320 libras (600 kg), o 1430 libras (650 kg) para hidroaviones;
- Velocidad de pérdida (VS) máxima: 45 nudos (83 km/h);
- Velocidad de crucero (VCx) máxima: 120 nudos (220 km/h);
- Número máximo de motores: Uno;
- Hélice reglable en tierra o de paso fijo;
- Tren de aterrizaje fijo (no retractable);
- Cabina no presurizada;

### Australia
La certificación de pilotos de la categoría Light Sport Aircraft entró en la normativa australiana en enero de 2006, aunque no vino a reemplazar la licencia de piloto de ultraligero (que en Australia sí existe) sino como categoría más avanzada de la misma, necesaria para el manejo de aeronaves con las siguientes características:
- Peso máximo al despegue de 1320 libras (600 kg), o 1,430 libras (650 kg) para hidroaviones, o 1235 libras (560 kg) para aerostatos;
- Velocidad de pérdida (VS) máxima: 45 nudos (83 km/h);
- Tren de aterrizaje fijo, aunque en el caso de los planeadores puede ser retractable, y en caso de hidroaviones – flotadores fijos;
- Número máximo de motores: Uno (no de turbina);
- En caso de un planeador, la velocidad a no exceder (VNE) máxima es de 135 nudos (250 km/h);
- Cabina no presurizada;

### América Latina
Algunos países de América Latina cuentan también con una categoría LSA, que habitualmente recibe el nombre de aeronave deportiva liviana. Dicha categoría se contempla en las legislaciones y normas de aviación de Argentina, Bolivia, y Chile, entre otros. En Colombia una aeronave de esta clase se denomina aeronave ultraliviana de categoría acrobática.